# Li Fa-pin
Li Fa-pin (Csüancsou, 1993. január 15. –) olimpiai, világ- és Ázsia-bajnok kínai súlyemelő. A 2021-ben Tokióban rendezett olimpián és a 2024-ben Párizsban rendezett olimpián a férfi 61 kg-os súlyemelés bajnoka. 2019-ben szakításban, és összetettben, 2024-ben pedig lökésben ért el világcsúcsot a 61 kg-os súlycsoportban.

## Pályafutása
A 2021-es tokiói olimpiára világcsúcstartóként érkezett. Lökésben első, 166 kg-os kísérlete közben kissé megbillent és hogy helyreállítsa egyensúlyát, egyik lábát felemelve féllábon állva tartotta a súlyt feje fölött. Második gyakorlatával 172 kg-ot teljesített, ami új olimpiai rekord ebben a fogásban. Összetett 313 kg-os eredménye szintén olimpiai csúcs.
Az olimpiai bajnoki címe mellett három világbajnoki címe (2019, 2022, 2023), négy Ázsia-bajnoki címe (2012, 2019, 2020, 2023) és egy Ázsia-játékok győzelme (2022) van.
A 2019-es világbajnokságon 145 kg-os szakítással és 173 kg-os lökéssel elért 318 kg-os összesített eredménnyel világcsúcsot ért el. A 2022-es világbajnokságon lökés fogásnemben 175 kg-mal megdöntötte a világrekordot. 2024 áprilisában szakításban ért el 146 kg-mal új világcsúcsot.